# Clavella recta
Clavella recta är en kräftdjursart som beskrevs av C. B. Wilson 1915. Clavella recta ingår i släktet Clavella och familjen Lernaeopodidae. Inga underarter finns listade i Catalogue of Life.